# Верешимська сільрада
Верешимська сільрада (рос. Верешимский сельсовет) — сільське поселення Лопатинського району Пензенської області Російської Федерації. Адміністративний центр — село Верешим.

## Географія
Верешимська сільрада розташована у Лопатинському районі Пензенської області. Територія сільради становить 12 999 га, з яких 77,9% — землі сільськогосподарського призначення, 18,6% — землі лісового господарства, 9% (1177 га) — землі громадян сільради та загального користування.
На північному заході Верешимська сільрада межує з Синодською сільрадою Шемишейського району, на південному сході з Козловською, на південному заході з Даниловською сільрадами Лопатинського району Пензенської області.
Відстань від села Верешим до адміністративного центру району с. Лопатине — 25 км.
На території сільради розташовуються п'ять населених пунктів: села Верешим, Камаєвка, Колбінка, Нікольське, Новий Чардим.

## Історія
Муніципальне утворення «Верешимська сільрада» створено 10 грудня 1991 році. Статус та кордони сільського поселення встановлені Законом Пензенської області від 2 листопада 2004 року № 690-ЗПО «Про межі муніципальних утворень Пензенської області».

## Економіка
На території сільради є 9 фермерських господарств, що займаються в основному виробництвом продукції тваринництва.

## Населення
| 2010 | 2012 | 2013 | 2014 | 2015 | 2016 | 2017 |
| 668  | ↘620 | ↗645 | ↘624 | ↘608 | ↘591 | ↘580 |

## Склад сільського поселення
| № | Населений пункт | Тип НП | Населення |
| 1 | Верешим         | село   | ↘ 360     |
| 2 | Камаєвка        | село   | ↘ 142     |
| 3 | Колбінка        | село   | ↘ 109     |
| 4 | Нікольське      | село   | ↘ 54      |
| 5 | Новий Чардим    | село   | ↘ 3       |